# Social Security

Siegel der Social Security Administration (SSA)

Social Security (offiziell Old Age, Survivors, and Disability Insurance (OASDI), 1937–1946 Social Security Board (SSB)) ist die staatliche Rentenversicherung im Sozialversicherungssystem der Vereinigten Staaten. Sie wird von der 1946 gegründeten Sozialversicherungsbehörde Social Security Administration (SSA) mit Sitz in Baltimore im US-Bundesstaat Maryland, die 2009 rund 62.000 Mitarbeiter umfasste, organisiert. Die SSA ist damit auch für die Vergabe der Social Security Number (SSN, Sozialversicherungsnummer) zuständig.

## Vorbemerkungen
Das US-amerikanische öffentliche Rentensystem – bekannt als Social Security – ist das bedeutendste System sozialer Absicherung in den USA. Abgesehen von sehr wenigen Ausnahmen sind alle Arbeitnehmer sowie selbständig tätige Personen beitragspflichtig.
Überblick über die Leistungen der Social Security:
- seit 1935 Altersrente (Old Age Insurance, OAI)
- seit 1939 Witwen- und Waisenrente (Old Age Survivors Insurance, OASI)
- seit 1956 Erwerbsunfähigkeitsrente (Old Age Survivors Disability Insurance, OASDI)
- die 1935 eingeführte Altenfürsorge (Old Age Assistance, OAA) und die Einkommensbeihilfen für Blinde (Aid to the Blind, AB) sind zusammen mit der 1950 eingeführten Einkommensbeihilfe für Behinderte (Aid to the Permanently and Totally Disabled, APTD), 1974 in das einheitliche Sozialhilfe-Leistungsprogramm Supplemental Security Income (SSI) aufgegangen.
- die 1935 eingeführten Einkommensbeihilfen für bedürftige Familien mit minderjährigen Kindern (Aid to the Dependent Children, ADC), (ab 1960 Aid to Families with Dependent Children, AFDC) existierte bis 1997 und wurde von dem Temporary Assistance for Needy Families (TANF)-Programm abgelöst.

## Geschichte

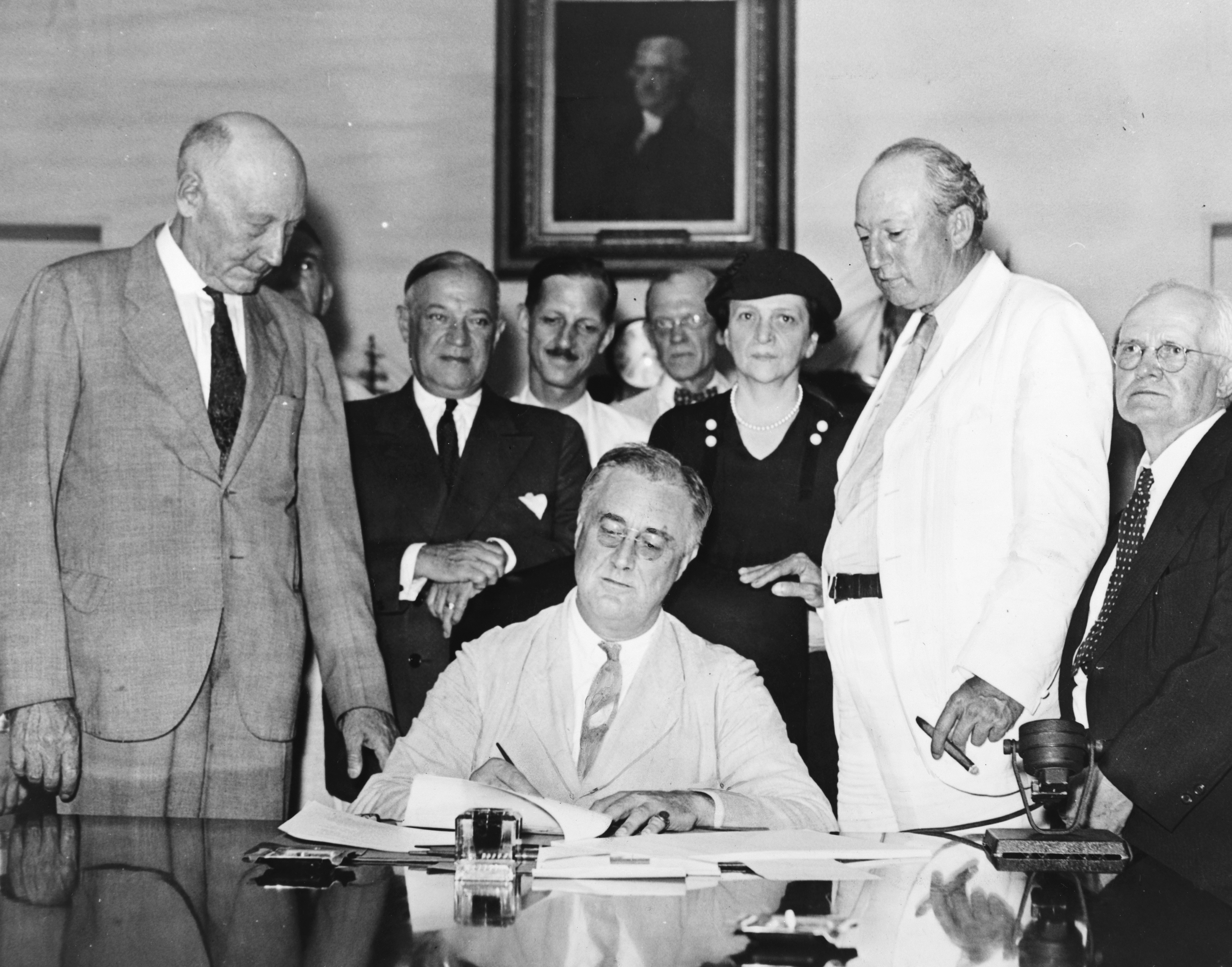
Präsident Franklin D. Roosevelt bei der Unterzeichnung des Social Security Act am 14. August 1935

Social Security wurde als Teil des New Deal von Präsident Franklin D. Roosevelt im Jahre 1935 als öffentliches Rentensystem eingeführt, das im Wesentlichen nach dem Umlageverfahren finanziert wird, d. h. die Beiträge der gegenwärtig Beschäftigten finanzieren die Ausgaben für die Beitragsempfänger. Die Finanzierung erfolgt dabei durch Beiträge von Arbeitnehmern und Arbeitgebern zu gleichen Teilen bei entsprechenden Beitrags- und Leistungsbemessungsgrenzen. Überschüsse werden in sogenannten „Trust Funds“ gesammelt. 2017 hatten die Trust Funds Reserven von ca. 260 % der jährlichen Zahlungen.
Bis zur Einführung der Sozialversicherung 1935 konnten sich Vorstellungen von bundesstaatlich organisierten Sicherungssystemen nicht durchsetzen. Es gab eine überwiegende Meinung zur privaten Selbstverantwortung und zu privaten Wohlfahrtsorganisationen. Als die wirtschaftliche Depression die Unzulänglichkeit der zersplitterten und uneinheitlichen Sicherungssysteme in den Bundesstaaten offenbarte, war dies der Weg für eine nationale Lösung. Bis 1935 gab es allerdings u. a. das 1861 eingeführte Veteranen-Pensionsprogramm, der 1896 gegründete Teachers's Pension Plan, ein Pensionsabsicherung für Lehrer in New Jersey und ab 1912 das Civil Service Retirementsystem, ein Pensionssystem für den öffentlichen Dienst des Bundes.
Von 1936 bis 1937 wurden über 35 Millionen Sozialversicherungsausweise an die Bürger ausgegeben.
Zu Beginn war die Beitragspflicht begrenzt auf Berufe im verarbeitenden Gewerbe. Nach dem Zweiten Weltkrieg expandierte Social Security jedoch sehr schnell und zum Ende der sechziger Jahre war die Beitragspflicht beinahe universal (einschließlich Selbständige). Ab 1983 wurde die Versicherungspflicht auch auf alle neuen Angestellten des Bundes und ab 1984 auch auf Arbeitnehmer von gemeinnützigen Organisationen ausgedehnt. Seit 1988 werden auch mithelfende Familienangehörige von Selbständigen einbezogen. 1998 waren 93 % der Erwerbstätigen in den USA Mitglied der Social Security.
In der Anfangszeit wurde die Höhe der Rentenzahlungen vom Kongress bestimmt. Seit 1975 erfolgen die Rentenanpassungen automatisch, um den steigenden Lebenshaltungskosten Rechnung zu tragen.
Im Jahre 1983 kam das öffentliche Rentensystem der USA an den Rande der Zahlungsunfähigkeit. Im Zuge einer Reform wurden die Beitragssätze soweit erhöht, dass das System bis 2019 Überschüsse erzielte. Diese Überschüsse werden in den sogenannten „Trust Funds“ angesammelt und sollen die finanzielle Überlebensfähigkeit des Rentensystems auf längere Sicht absichern.
Seit 1984 sind ab bestimmten Einkommenshöhen die Rentenbezüge zu versteuern.
1999 betrug der Bundeshaushalt (Federal Budget) für die Social Security (ohne Medicare) rund 390,04 Milliarden US-Dollar, das entsprach 22,9 % des gesamten Haushalts.
2019 lagen die Ausgaben bei 1.059 Milliarden US-Dollar und die Reserven bei 2.897 Milliarden US-Dollar.

## Leistungen der Social Security

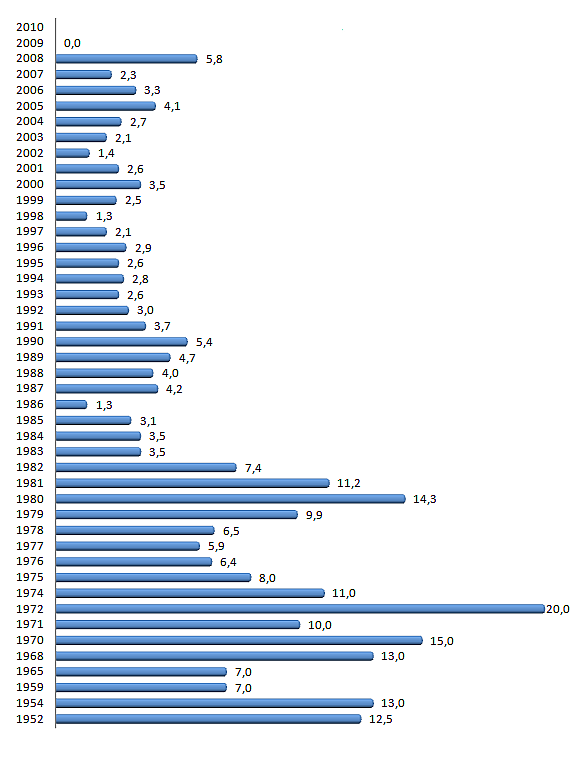
Rentenanpassungen in Prozent. Bis 1974 durch Beschluss des Kongresses, ab 1975 Einführung einer automatischen Anpassung nach den Lebenshaltungskosten (Cost-Of-Living Adjustments, COLA)

Das normale Rentenalter unter Social Security ist für Männer und Frauen gleichermaßen 65 bis 67 Jahre, abhängig vom Geburtsjahr. Seit 1956 gibt es die flexible Altersgrenze ab 62 Jahren für Frauen und seit 1961 auch für Männer. Die Mehrheit der Bürger nimmt heute das vorgezogene „Altersruhegeld“ in Anspruch, das mit einer Kürzung des normalen Altersruhegeldes von ca. 5–6 % pro Jahr verbunden ist. Entsprechend kann der Rentner allerdings auch seinen Antrag bis zum 70. Lebensjahr aufschieben, um ungefähr den gleichen jährlichen Aufschlag zu beanspruchen. Der Grundanspruch richtet sich nach den Einzahlungen und den Jahren. Einzahlungen für ein Jahr zählen als voll, wenn diese den jeweiligen Prozentsatz der Beitragsbemessungsgrenze für das Jahr erreichen. Eine Mindestbeitragsdauer von effektiv 5 Jahren ist Voraussetzung.
Gleichberechtigung wird in Social Security konsequent angewandt. Welcher der Ehepartner Beiträge zur Social Security geleistet hatte, spielt keine Rolle. Der Hinterbliebene erhält 60 % des Betrages, den der verstorbene Partner erhalten hat. Der Hinterbliebene muss weder selbst etwas zur Social Security einbezahlt haben noch die amerikanische Staatsbürgerschaft besitzen. Darüber hinaus erhält der Ehepartner, während der Rentner noch lebt, einen Betrag in Höhe von 50 % des Grundanspruchs des Rentenempfängers. Diese Begünstigung wird von der Social Security zusätzlich geleistet. Sie wird fällig, wenn der Begünstigte das Rentenalter erreicht und die Begünstigung beantragt hat. Der Begünstigte muss weder seinen eigenen Anspruch erwirtschaftet haben, noch die amerikanische Staatsbürgerschaft besitzen. Sollte der Ehepartner aufgrund seiner eigenen Beiträge zur Social Security einen selbst erwirtschafteten Anspruch haben, so hat er die Wahl zwischen beiden Ansprüchen. Eine gleichzeitige Inanspruchnahme beider Leistungen ist jedoch nicht zulässig.

## Technische Details
Gegenwärtig (Stand 2020) zahlen Arbeitgeber und Arbeitnehmer jeweils 6,2 Prozent des Bruttolohns des Arbeitnehmers in die Rentenkasse. Selbständige zahlen die vollen 15,9 Prozent allein. Selbständige, deren Nettoeinnahmen $400 pro Jahr oder mehr betragen, müssen diese Einnahmen direkt der Steuerbehörde melden und zahlen. Wenn die Nettoeinnahmen weniger als $400, die Bruttoeinnahmen jedoch mindestens $600 pro Jahr betragen, kann dieses Einkommen in begrenztem Umfang und nur auf Antrag dennoch für die Social Security geltend gemacht werden.
Auf Lohneinkommen, das die Bemessungsgrenze übersteigt, müssen keine Beiträge entrichtet werden. Die Bemessungsgrenze liegt 2020 bei einem Jahreslohn von $137.700 (2005: $90.000). Der gegenwärtige Beitragssatz ist seit dem Ende der achtziger Jahre stabil.
Leistungen können mit Abschlag ab dem 62. Lebensjahr bezogen werden. Das Alter, ab dem volle Beiträge bezogen werden können, hängt vom Geburtsjahr ab. Für Bürger, die 1960 oder später geboren wurden, gilt die Altersgrenze von 67 Jahren.
Die Rentenzahlungen erfolgen nicht vor dem dritten des jeweiligen Monats auf das Konto, das in jedem Land geführt werden darf, mit dem die USA Kontakt pflegen.

## Rentenbetrag
Der gezahlte monatliche Rentenbetrag berechnet sich im Wesentlichen aus dem indizierten durchschnittlichen Einkommen (average indexed monthly earnings, AIME), auf das Beiträge gezahlt wurden, sowie dem Renteneintrittsalter.
Zur Berechnung des AIME werden die Jahresgehälter, auf die der Versicherte in der Vergangenheit Beitrag gezahlt hat (also maximal bis zur Bemessungsgrenze), mit einem Indexfaktor auf das aktuelle Jahr umgerechnet. Die 35 höchsten Werte werden addiert und durch 420 (= Anzahl der Monate in 35 Jahren) geteilt.
Aus dem so berechneten AIME wird dann der Rentenbetrag mit einer degressiven Formel berechnet: 90 % bis Grenzwert 1, 32 % zwischen Grenzwert 1 und Grenzwert 2 und 15 % des Betrages über Grenzwert 2. Hierzu kommen je nach Renteneintrittsalter Abzüge oder Zuschläge.
Für 2021 liegt Grenzwert 1 bei $996 und Grenzwert 2 bei $6.002.
Durch die gewählte Berechnungsformel bekommen Geringverdiener relativ gesehen einen höheren Anteil des AIME ausgezahlt als Rentner mit hohem AIME. Bei einem AIME von $2.000 ergibt sich (mit den Zahlen von 2021) eine Rente von ca. $1.200, das entspricht 60 % des AIME. Bei einem AIME von $9.000 ist die Rente ca. $2.950, was knapp 33 % des AIME entspricht.

## Zukunftsaussichten
Die Social Security Administration geht in ihren Projektionen davon aus, dass zukünftig entweder die Rentenbeiträge erhöht oder die Rentenleistungen gekürzt werden müssen. Ohne Anpassungen würden die Reserven des Trust Fonds 2035 (nach Berechnungen von 2020) aufgebraucht sein, weil sich die Baby-Boomer-Generation bis dahin zur Ruhe gesetzt hat und die Lebenserwartung der Amerikaner erheblich ansteigen wird.